# Stigmatodactylus serratus
Stigmatodactylus serratus är en orkidéart som först beskrevs av Deori, och fick sitt nu gällande namn av A.Nageswara Rao. Stigmatodactylus serratus ingår i släktet Stigmatodactylus och familjen orkidéer. Inga underarter finns listade i Catalogue of Life.